# Infestissumam
Infestissumam (рус. Самый враждебный) — второй студийный альбом шведской хэви-метал-группы Ghost, выпущенный 10 апреля 2013 года. В США альбом вышел 16 апреля из-за конфликта с производителями компакт-дисков, отказавшихся печатать часть оформления для делюкс-версии. В японском издании в трек-лист альбома добавились каверы на песни «Waiting for the Night» группы Depeche Mode и «I’m a Marionette» группы ABBA, записанный при участии Дэйва Грола, участника таких групп как Nirvana и Foo Fighters. Альбом получился успешным: за первую неделю в США было продано более 14’000 копий, таким образом «Infestissumam» дебютировал на 28 позиции в чарте Billboard 200 и лидировал в сайте «Billboard Hard Rock Albums».
Как и на предыдущем альбоме группы, Opus Eponymous, основой лирики песен является сатанинская и оккультная тематика.

## Список композиций
Слова и музыка всех песен — Nameless Ghouls, кроме 12 композиции - Бенни Андерссон и Бьорн Ульвеус, и 13 композиции - Мартин Ли Гор.
| №                   | Название                | Длительность |
| ------------------- | ----------------------- | ------------ |
| 1.                  | «Infestissumam»         | 1:42         |
| 2.                  | «Per Aspera ad Inferi»  | 4:09         |
| 3.                  | «Secular Haze»          | 5:11         |
| 4.                  | «Jigolo Har Megiddo»    | 3:58         |
| 5.                  | «Ghuleh / Zombie Queen» | 7:29         |
| 6.                  | «Year Zero»             | 5:50         |
| 7.                  | «Body and Blood»        | 3:43         |
| 8.                  | «Idolatrine»            | 4:24         |
| 9.                  | «Depth of Satan's Eyes» | 5:25         |
| 10.                 | «Monstrance Clock»      | 5:53         |
| Общая длительность: | Общая длительность:     | 47:47        |

| №                   | Название                                                                 | Длительность |
| ------------------- | ------------------------------------------------------------------------ | ------------ |
| 11.                 | «La Mantra Mori»                                                         | 5:14         |
| 12.                 | «I'm a Marionette» (кавер на ABBA)                                       | 4:52         |
| 13.                 | «Secular Haze» (Музыкальный видеоклип, только в цифровом делюкс издании) | 5:19         |
| Общая длительность: | Общая длительность:                                                      | 62:31        |

| №   | Название                                        | Длительность |
| --- | ----------------------------------------------- | ------------ |
| 11. | «La Mantra Mori»                                | 5:14         |
| 12. | «I'm a Marionette» (кавер на ABBA)              | 4:52         |
| 13. | «Waiting for the Night» (кавер на Depeche Mode) | 5:36         |

## Участники записи
Ghost
- Papa Emeritus II — вокал
- — соло-гитара
- — ритм-гитара
- — бас-гитара
- — клавишные
- — барабаны

## Позиции в чартах
| Год  | Чарт                          | Максимальная позиция |
| ---- | ----------------------------- | -------------------- |
| 2013 | Australian Albums Chart       | 62                   |
| 2013 | Finnish Albums Chart          | 5                    |
| 2013 | Greek Albums Chart            | 22                   |
| 2013 | Norwegian Albums Chart        | 8                    |
| 2013 | Swedish Albums Chart          | 1                    |
| 2013 | UK Albums Chart               | 35                   |
| 2013 | US Billboard 200              | 28                   |
| 2013 | US Billboard Hard Rock Albums | 1                    |
| 2013 | US Billboard Top Rock Albums  | 10                   |